# Nationalrådet (Østrig)
 For alternative betydninger, se Nationalrådet. (Se også artikler, som begynder med Nationalrådet)
Nationalrådet (tysk: Der Nationalrat) er parlamentets førstekammer i Østrig, som er beliggende i hovedstaden Wien. Andetkammeret hedder Forbundsrådet, der er forbundslandenes føderative forsamling. Begge råd er indrettet som selvstændige organer. I særlige tilfælde træder de sammen som Forbundsforsamlingen.

## Historie
Efter 1. verdenskrig trådte rigsdagens tysktalende repræsentanter fra det gamle østrigske område samme den 21. oktober 1918 under ledelse af Karl Seitz og dannede den Provisoriske Nationalforsamling for Tyskøstrig.
Imidlertid forbød Saint-Germain-traktaten endhver sammenslutning af Tyskland og Østrig, og i 1920 sammensattes derfor et selvstændigt parlament for Østrig. Dette fik navnet Nationalrådet, og havde som i dag 183 medlemmer. På grund af store modsætninger mellem den konservative regering og socialdemokratiet i parlamentet, besluttede man at ændre forfatningen, således at Forbundspræsidenten fik større beføjelser i forhold til Nationalrådet. Forbundspræsidenten skal således indsætte regeringen og kan opløse Nationalrådet efter indstilling fra regeringen.

## Kompetence
Nationalrådet beslutter statens love ved simpelt flertal med tilstedeværelse af mindst en tredjedel af forsamlingens medlemmer. På samme måde kan Nationalrådet opløse sig selv og udskrive nyvalg, ligesom det kan afsætte regeringen eller enkelte ministre ved at udtale sin mistillid. Ved beslutninger, hvor Forbundsrådet har nedlagt veto, skal mindst halvdelen af medlemmerne være tilstede, men der gælder fortsat simpelt flertal ved afstemning. Ved forfatningsændringer kræves et totredjedeles flertal med tilstedeværelse af mindst halvdelen af de delegerede.
Lovforslag kan fremsættes af nationalrådets delegerede og udvalg, forbundsregeringen, Forbundsrådet eller borgere. Sidstnævnte kræver underskrifter fra mindst 100.000 borgere eller en sjettedel af stemmerne fra stemmeberettigede i 3 forbundslande. De fleste love fremsættes af regeringen.
Efter at et lovforslag er fremsat sendes det til behandling i udvalg. Derefter behandles forslaget to gange i Nationalrådet. Efter beslutning sendes loven til udtalelse i Forbundsrådet. Forbundsrådet kan nedlægge veto, men det har blot opsættende virkning. Gennem en ny beslutning kan Nationalrådet fastholde den første beslutning. Loven går siden videre til Forbundspræsidenten, der med sin underskrift bevidner, at lovgivningsprocessen er i overensstemmelse med forfatningen (præsidenten kan således ikke forholde sig til lovens indhold). Loven kontrasigneres af Forbundskansleren. Efter lovens kundgørelse træder den i kraft.
Nationalrådet har forskellige instrumenter til at påvirke regeringens arbejde, f.eks. gennem parlamentariske beslutninger, der er bindende for regeringen, retten til at godkende statsbudgettet samt deltagelse i hovedudvalgets arbejde. Hovedudvalget deltager i vigtige regeringsbeslutninger f.eks. udsendelse af østrigske tropper til udlandet, beslutninger om statsvirksomheder osv.
Nationalrådet deltager ikke i regeringsdannelsen, da regeringen udpeges af Forbundspræsidenten.

## Valg til Nationalforsamlingen
Nationalrådet vælges ved almene, lige og direkte valg. Fordelingen af mandater sker efter et proportionalt valgsystem i 9 valgkredse svarende til forbundslandene. Disse valgkredse er yderligere opdelt i en række regionale valgkredse.
Forbundslandene har på forhånd et antal mandater til fordeling i Nationalforsamlingen:
| Valgkredse | Valgkredse       | Valgkredse |
| Valgkreds  | Betegnelse       | Mandater   |
| ---------- | ---------------- | ---------- |
| 1          | Burgenland       | 7          |
| 2          | Kärnten          | 13         |
| 3          | Niederösterreich | 36         |
| 4          | Oberösterreich   | 32         |
| 5          | Salzburg         | 11         |
| 6          | Steiermark       | 28         |
| 7          | Tyrol            | 15         |
| 8          | Vorarlberg       | 8          |
| 9          | Wien             | 33         |

Alle østrigske statborgere (også bosat i udlandet), der er fyldt 18 år, er stemmeberettigede. Valgbare er alle østrigske statsborgere, der er fyldt 19 år den 1. januar i valgåret. Der er en spærregrænse på 4 procent. Hvis et parti vinder et mandat i en af de overordnede valgkredse vil partiet dog være repræsenteret gennem dette mandat.
Nationalrådet vælges fra 2007 for fem år (var tidligere fire år), men der kan udskrives nyvalg tidligere, hvis enten Forbundspræsidenten efter indstilling fra regeringen opløser Nationalrådet eller hvis Nationalrådet opløser sig selv.

## Nationalrådets organisering
Nationalrådet har en første formand (Erster Nationalretspräsident) og to viceformænd. Formanden leder på dene ene side Nationalrådets samlinger og forestår på den anden parlamentskanceliet, som står for parlamentets administration. Planlægningen af nationalrådsmøderne sket i formandskonferencen, som udover formændene også består af partigruppernes formænd og parlamentskanceliets direktør.
Partierne i Nationalrådet danner parlamentsgrupper (tysk: parlamentarische Klubs). Disse grupper har visse rettigheder, f.eks. at udpege medlemmer til parlamentsudvalgene. I visse udvalg, frem for alt undersøgelseskommissioner, skal alle parlamentsgrupper være repræsenteret.
Nationalrådet nedsætter forskellige udvalg til forberedelse af lovene. Der findes både obligatoriske og fakultative udvalg. I indeværende periode har Nationalrådet 36 udvalg.

## Nationalrådets sammensætning
Mandatfordelingen var ved de seneste 4 valg således:
| Parti                      | 2017 | 2013 | 2008 3 | 2006 | 2002   |
| -------------------------- | ---- | ---- | ------ | ---- | ------ |
| ÖVP                        | 62   | 47   | 51     | 66   | 79     |
| SPÖ                        | 52   | 52   | 57     | 681  | 69     |
| De grønne                  | 0    | 24   | 20     | 21   | 17     |
| FPÖ                        | 51   | 38   | 34     | 21   | 18(2)² |
| Team Stronach              | -    | 9    | -      | -    | -      |
| NEOS – Das Neue Österreich | 10   | 9    | -      | -    | -      |
| BZÖ                        | -    | -    | 21     | 7    | (16)²  |

1 Et SPÖ-mandat gik til partiet Liberales Forum grundet et valgforbund.
² Den 4. april 2005 opsplittedes partiet FPÖ. En udbrydergruppe dannede et nyt parti (BZÖ). De fleste FPÖ-nationalrådsdelegerede (16 af 18) forlod FPÖ og gik til BZÖ. Men de delegerede fra begge partier dannede fortsat en parlamentsgruppe. 

3 I valgperioden 2008-2013 blev mandatfordeling ændret således: 1 mandat fra SPÖ blev løsgænger, og SPÖ reducerede mandattallet til 56 mandater. 3 mandater fra BZÖ gik over til FPK der i parlamentet arbejdede sammen med FPÖ, der opnåede 37 mandater. Yderligere 5 mandater gik fra BZÖ til det nydannede Team Stronach. BZÖ blev således sammenlagt reduceret med 8 mandater til i alt 13 mandater.

## Valgresultater og mandater siden 1945
Valgresultat siden 1945 i procent og antal mandater:
| År                         | SPÖ  | SPÖ | ÖVP  | ÖVP | De grønne1 | De grønne1 | FPÖ² | FPÖ² | BZÖ3 | BZÖ3 | LiF4/NEOS | LiF4/NEOS | Stronach5 | Stronach5 | KPÖ5 | KPÖ5 | Andre | Andre |
| -------------------------- | ---- | --- | ---- | --- | ---------- | ---------- | ---- | ---- | ---- | ---- | --------- | --------- | --------- | --------- | ---- | ---- | ----- | ----- |
| 1945–1970: 165 mandater    |      |     |      |     |            |            |      |      |      |      |           |           |           |           |      |      |       |       |
| Valget 1945                | 44,6 | 76  | 49,8 | 85  |            |            |      |      |      |      |           |           |           |           | 5,4  | 4    | 0,2   | 0     |
| Valget 1949                | 38,7 | 67  | 44,0 | 77  |            |            | 11,7 | 16   |      |      |           |           |           |           | 5,1  | 5    | 0,5   | 0     |
| Valget 1953                | 42,1 | 73  | 41,3 | 74  |            |            | 10,9 | 14   |      |      |           |           |           |           | 5,3  | 4    | 0,4   | 0     |
| Valget 1956                | 43,0 | 74  | 46,0 | 82  |            |            | 6,5  | 6    |      |      |           |           |           |           | 4,4  | 3    | 0,1   | 0     |
| Valget 1959                | 44,8 | 78  | 44,2 | 79  |            |            | 7,7  | 8    |      |      |           |           |           |           | 3,3  | 0    | 0,1   | 0     |
| Valget 1962                | 44,0 | 76  | 45,4 | 81  |            |            | 7,0  | 8    |      |      |           |           |           |           | 3,0  | 0    | 0,5   | 0     |
| Valget 1966                | 42,6 | 74  | 48,4 | 85  |            |            | 5,4  | 6    |      |      |           |           |           |           | 0,4  | 0    | 3,3   | 0     |
| Valget 1970                | 48,4 | 81  | 44,7 | 78  |            |            | 5,5  | 6    |      |      |           |           |           |           | 1,0  | 0    | 0,4   | 0     |
| Forøgelse til 183 mandater |      |     |      |     |            |            |      |      |      |      |           |           |           |           |      |      |       |       |
| Valget 1971                | 50,0 | 93  | 43,1 | 80  |            |            | 5,5  | 10   |      |      |           |           |           |           | 1,4  | 0    | 0,0   | 0     |
| Valget 1975                | 50,4 | 93  | 42,9 | 80  |            |            | 5,4  | 10   |      |      |           |           |           |           | 1,2  | 0    | 0,0   | 0     |
| Valget 1979                | 51,0 | 95  | 41,9 | 77  |            |            | 6,1  | 11   |      |      |           |           |           |           | 1,0  | 0    | 0,0   | 0     |
| Valget 1983                | 47,6 | 90  | 43,2 | 81  | 3,4        | 0          | 5,0  | 12   |      |      |           |           |           |           | 0,7  | 0    | 0,1   | 0     |
| Valget 1986                | 43,1 | 80  | 41,3 | 77  | 4,8        | 8          | 9,7  | 18   |      |      |           |           |           |           | 0,7  | 0    | 0,3   | 0     |
| Valget 1990                | 42,8 | 80  | 32,1 | 60  | 4,8        | 10         | 16,6 | 33   |      |      |           |           |           |           | 0,6  | 0    | 3,3   | 0     |
| Valget 1994                | 34,9 | 65  | 27,7 | 52  | 7,3        | 13         | 22,5 | 42   |      |      | 6,0       | 11        |           |           | 0,3  | 0    | 1,4   | 0     |
| Valget 1995                | 38,1 | 71  | 28,3 | 52  | 4,8        | 9          | 22,0 | 41   |      |      | 5,5       | 10        |           |           | 0,3  | 0    | 1,1   | 0     |
| Valget 1999                | 33,2 | 65  | 26,9 | 52  | 7,4        | 14         | 26,9 | 52   |      |      | 3,7       | 0         |           |           | 0,5  | 0    | 1,5   | 0     |
| Valget 2002                | 36,5 | 69  | 42,3 | 79  | 9,5        | 17         | 10,0 | 18   |      |      | 1,0       | 0         |           |           | 0,6  | 0    | 0,2   | 0     |
| Valget 2006                | 35,3 | 68  | 34,3 | 66  | 11,0       | 21         | 11,0 | 21   | 4,1  | 7    |           |           |           |           | 1,0  | 0    | 3,3   | 0     |
| Valget 2008                | 29,4 | 57  | 26,0 | 51  | 10,1       | 20         | 17,7 | 34   | 10,8 | 21   | 1,9       | 0         |           |           | 0,8  | 0    | 3,3   | 0     |
| Valget 2013                | 26,8 | 52  | 24,0 | 47  | 12,4       | 24         | 20,5 | 40   | 3,5  | 0    | 5,0       | 9         | 5,7       | 11        | 1,0  | 0    | 1,1   | 0     |

1 1983 ALÖ (Alternative Liste Österreichs, 1,4%) og VGÖ (Vereinte Grüne Österreichs, 1,9%)
² 1949 og 1953 som VdU (Wahlpartei der Unabhängigen (WdU))
3 BZÖ er et udbryderparti fra FPÖ (2005) og opstillede for første gang 2006
4 Partiet Liberales Forum opstillede ikke 2006 men fik et mandat pga et valgforbund med SPÖ
5 1953 VO (Wahlgemeinschaft Österreichische Volksopposition) 1956 – 1966 KuL/KLS (Kommunisten und Linkssozialisten)